# Бріджид Брофі
Бріджит Антонія Брофі, леді Леві (англ. Brigit Brophy; нар. 12 червня 1929, Ілінг — пом. 7 серпня 1995) — британська письменниця, критикеса та прихильниця соціальних реформ, включаючи авторські права та права тварин, феміністка та пацифістка. Серед її романів на цю тему «Мавпа Гекенфеллера» (1953); серед її критичних досліджень були «Моцарт драматург» (1964, переглянута 1990) та «Prancing Novelist: A Defense of Fiction»… «У похвалу Рональда Фірбанку» (1973). У «Словнику літературної біографії: британські новелісти з 1960 року» С. Дж. Ньюмен назвав її «однією з найчутливіших, найяскравіших і найтриваліших симптомів 1960-х».
Вона була феміністкою та пацифісткою, яка висловлювала суперечливі думки щодо шлюбу, війни у В'єтнамі, релігійної освіти в школах, сексу та порнографії. Агітаторка за права тварин та підтримки вегетаріанства. Завдяки статті «Sunday Times» Брофі приписують тригер формування руху прав тварин в Англії.

## Життєпис
Бріджит Антонія Брофі народилася 12 червня 1929 року в місті Ілінг на заході Лондона. Вона була єдиною дитиною романіста Джона Брофі та вчительки Гаріс Брофі (до шлюбу Грунді). Ще в дитинстві вона почала писати п'єси. Під час Другої світової війни з травня 1941 року до липня 1943 року відвідувала школу абатства, Редінг та інші школи. Потім відвідувала дівчачу школу святого Павла в Лондоні. У 1947 році Брофі отримала стипендію для навчання в Оксфордському університеті (коледж Св. Г'ю), але в 1948 році залишилася без диплома.
У 1953 році, коли їй виповнилось 25 років, вийшла її книга оповідань «Коронна принцеса»; за ним у тому ж році вийшов її роман «Мавпа Гекенфеллера», що став ще більше підтриманий аудиторією.
У 1954 році Бріджит Брофі одружилася з історикои мистецтва Майклом Леві (згодом директор Британської національної галереї, 1973—1987 рр.). В 1957 році народила єдину доньку Катаріну Дж. Леві. У наступні роки вона випустила серію романів, серед яких «Плоть» (1962), «Завершальний штрих» (1963, описана як «лесбійська фантазія»), «Снігова куля» (1964) та «Палац без стільців» (1978), у якій дитина королівського походження переживає політичний занепад.
Бріджит Брофі також написала кілька науково-популярних книг та нарисів, серед яких «Чорний корабель до пекла» (1962; вдячність шавійським і фрейдистським ідеям), «Моцарта Драматик» (1964) та (разом із чоловіком та Чарльзом Осборном) «П'ятдесят творів англійської літератури, без яких ми могли б обійтися» (1967). Її детальне дослідження про Рональда Фірбанка, «Розважаючий новеліст та захист художньої літератури» у формі критичної біографії на хвалу Рональда Фірбанка, з'явилось у 1973 році.
Вона агітувала за кілька реформ. З Морін Даффі вона боролася між 1972 і 1982 роками за авторське право публічного кредитування. Вона була однією з підписників Маніфесту гуманістів. Стала президентом Національного антивізійного товариства. У своїй книзі «Baroque 'n' Roll» (1987) писала про свою боротьбу з розсіяним склерозом (про перші симптоми якого вона довідалась в 1981 році), її бісексуальність та причини, які вона підтримувала.
Їй діагностували розсіяний склероз у 1983 році.
З 1987 року її чоловік Майкл Леві доглядав за нею під час хвороби, відмовившись від посади директора Національної галереї.
Бріджит Брофі померла 7 серпня 1995 року в місті Лаут у Лінкольнширі.

## Твори

### Художня література
- Коронна принцеса та інші історії (1953)
- Мавпа Хакенфеллера (1953 р., перевидано 1991 р.)
- Король дощової країни (1956, перевидано 1990, 2012)
- Плоть (1962)
- Завершальний штрих (1963, переглянуто 1987)
- Снігова куля (1964)
- Грабіжник (п'єса, вперше поставлена в Лондоні в Театрі Водвіль, 22 лютого 1967 р., та опублікована 1968 р.)
- У транзиті: роман героїка (1969 р., перевиданий 2002 р.)
- Пригоди Бога в пошуках чорної дівчини: роман і деякі байки (1973)
- Pussy Owl: Superbeast (1976) для дітей, проілюстрована Хіларі Хейтон
- Палац без стільців: бароковий роман (1978)

### Нехудожня література
- Чорний корабель до пекла (1962)
- Моцарт драматург: новий погляд на Моцарта, його опери та його вік (1964) (переглянута 1990)
- Не забувай ніколи: зібрані погляди та огляди (1966)
- (З чоловіком, Майклом Леві та Чарльзом Осборном) П'ятдесят творів англійської та американської літератури, без яких ми могли б обійтися (1967)
- Релігійна освіта в державних школах (1967)
- Чорно-біле: портрет Обрі Бердслі (1968)
- Права тварин (1969 р.) Товариство захисту та боротьби з тваринами)
- Лонгфордська загроза свободі (1972)
- Романтичний новеліст: Захист художньої літератури у формі критичної біографії на хвалу Рональда Фірбанка (1973)
- Бердслі та його світ (1976)
- Принц і дикі гуси, малюнки Грегоара Гагаріна (Гаміш Гамільтон, 1983)
- Посібник з права публічного кредитування (1983)
- Бароко-н-рол та інші нариси (1987)
- Читає: Збірник нарисів (1989)

### Посібники
- Найкращі короткі вистави світового театру, 1958—1967, 1968
- Тварини, люди та моралі під редакцією Стенлі та Рослінд Годлович та Джона Харріса (1971)
- Геній Шоу за редакцією Майкла Холройда (1979)
- Права тварин: симпозіум, під редакцією Д. Патерсона та Р. Д. Райдера (1979)
- Історії Шекспіра за редакцією Джайлса Гордона (1982)

Колекція рукописів Брофі зберігається в Бібліотеці Ліллі в Університеті Індіани в Блумінгтоні.

## Подальше читання
- The Review of Contemporary Fiction; 15:3 (1995 Fall), issue devoted to Brigid Brophy, Robert Creeley, Osman Lines
- Discovering Brigid Brophy  [Архівовано 4 вересня 2019 у Wayback Machine.]
- The King of a Rainy Country by Brigid Brophy — published in 2012 by The Coelacanth Press  [Архівовано 20 жовтня 2020 у Wayback Machine.]